# 세인트앤드루스 백작 조지 윈저
세인트앤드루스 백작 조지 필립 니콜라스 윈저(영어: George Philip Nicholas Windsor, Earl of St Andrews, 1962년 6월 26일 ~ )는 켄트 공작 에드워드와 켄트 공작부인 캐서린의 장남이다. 그는 세인트앤드루스 백작위(Earl of St Andrews)를 보유중이며 켄트 공작위의 법정추정상속인이다. 현재 영국의 왕위 계승 순위 43위이다.